# Venceslao Albani
Venceslao Albani (Bergamo, 1801 – Bergamo, 1885) è stato un politico e imprenditore italiano.

## Biografia
Venceslao, dell'importante famiglia Albani di Bergamo, era uno dei sette figli nati dal matrimonio tra Giovanni Estore e Paola della famiglia Martinengo, e dalla famiglia di origine aveva ereditato diverse proprietà: il palazzo Albani, le proprietà di Urgnano con il castello Albani, nonché tutti i territori intorno al castello. Purtroppo proprio a lui si deve la perdita per fallimento, di tutti i possedimenti avuti dalla famiglia Albani sia in via Pignolo che a Urgnano.
Il personaggio, forse per la sua possente mole o per il suo carattere mite veniva chiamato “Albanù”.

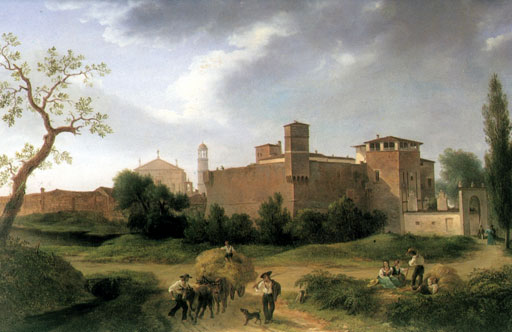
Costantino Rosa, Rocca di Urgnano

Venceslao aveva molti titoli onorifici oltre a essere conte e cavaliere: Conte Palatino ciambellano di S.M.I.R.A. (Sua Maestà Imperiale Reale Apostolica), Cavaliere della corona ferrea di San Ludovico di Lucca.

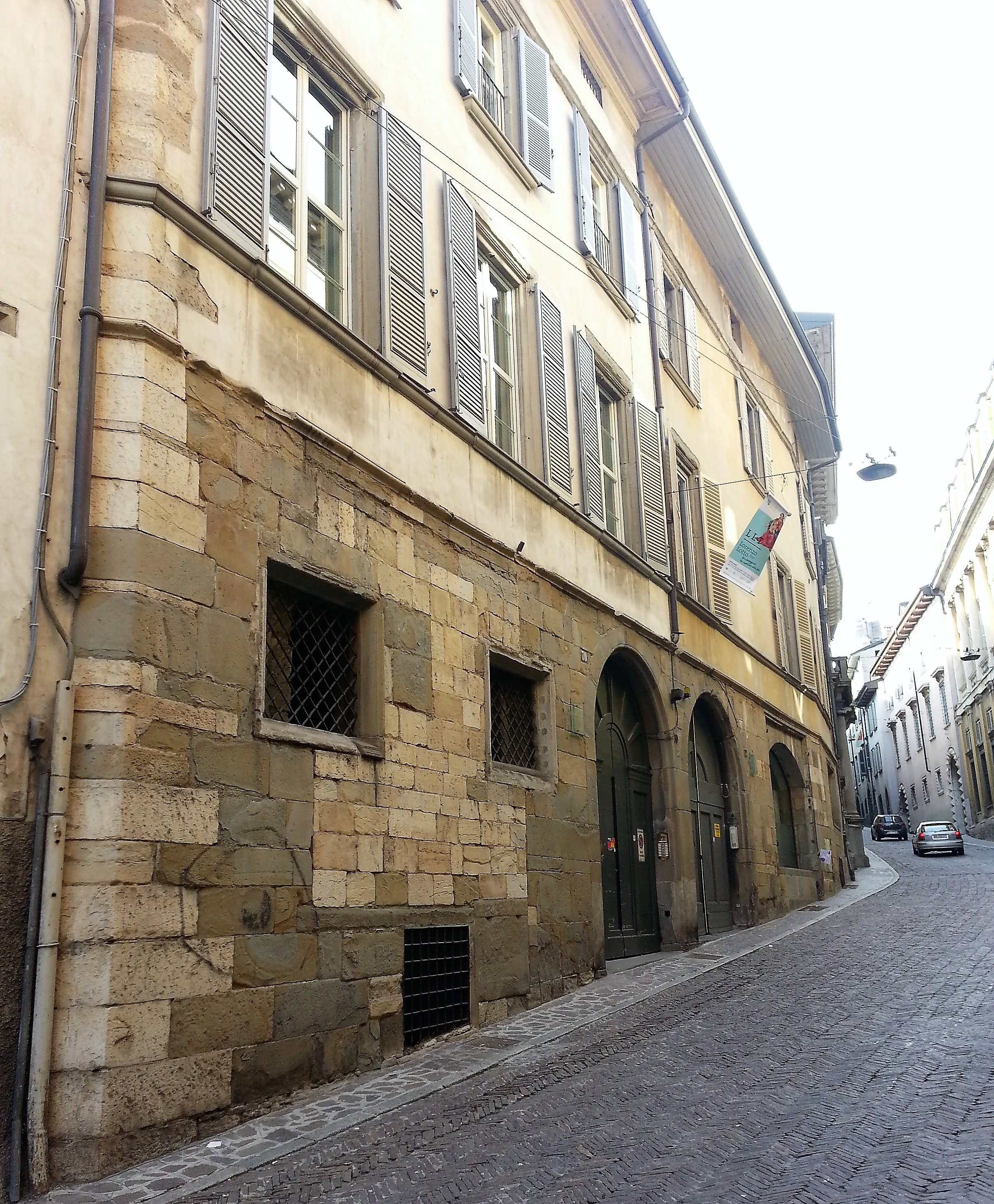
Palazzo Bonomi via Pignolo, 70

Bergamo e la bergamasca si trovavano sotto la dominazione austriaca, e il conte Venceslao abitava ancora nel 1840 a Bergamo, in via Pignolo nel palazzo di famiglia, dato che da anni ormai il maniero di Urgnano era considerato residenza estiva. Venceslao Albani ebbe da sempre buoni rapporti con gli austriaci che gli affidarono non pochi incarichi. Divenne podestà di Bergamo nel 1855, e furono molti i progetti che lo videro protagonista. Essendo amico di Antonio Frizzoni (1804-1876), collaborò con lui e l'architetto Rodolfo Vantini, per la creazione del progetto per il nuovo palazzo municipale. Le sue grandi possibilità economiche le mise a disposizione anche per la cittadinanza collaborando alla creazione del viale Vittorio Emanuele nonché la ferrovia nel tronco Treviglio-Bergamo. L'Albani gestiva anche un istituto finanziario di credito.
Molti furono i lavori che fece realizzare nel castello di Urgnano, a partire dal 1842, che decise doveva ritornare la sua residenza facendo intervenire diversi architetti e progettisti. Fece realizzare un giardino botanico con la collocazione di piante esotiche, e commissiono a Giovanni Maria Benzoni le statue raffiguranti i nani in atteggiamento grottesco, come era la moda del momento, che dovevano raffigurare i vizi e i difetti degli umani.
Venceslao, pur collaborando con il governo austriaco, anche come podestà, dimostrò anche il suo sostegno alla causa italiana donando buona parte dei suoi beni in argento per il nuovo conio, e al nuovo provvisorio governo di Lombardia le azioni della ferrovia di Bergamo. Ma la caduta del governo austriaco vide anche cadere la sua posizione economica, gli impegni che il governo aveva preso con lui, furono sciolti e Venceslao dovette dichiarare fallimento. Quando chiese ai rappresentanti di Radetzky che fine avevano fatto i suoi beni, si sentì rispondere: “la cassa è partita seguite la corte a Vienna!”. Nulla gli era quindi rimasto, e tutti i suoi beni finirono all'asta. Il palazzo di Bergamo fu acquistato dall'avvocato Giuseppe Maria Bonomi, mentre il castello di Urgnano dopo alcuni passaggi fu acquisito dall'amministrazione comunale per scopi culturali.
Il conte dovette vendere anche i brillanti del diadema della moglie. Un articolo pubblicato sul quotidiano L'Eco di Bergamo, indica che tutti i beni del castello finirono in casa di molti privati, così come gli armamenti e i dipinti. Venceslao risulta incaricato nel 1854 a gestire la “Commissaria Albani”, fondazione a scopo benefico.
Venceslao morì nel 1885.